# Noord Nederlandse Tankopslag
De Noord Nederlandse Tankopslag (afgekort: NNT), ook wel: Noord Nederlandse Tankopslag Ucon, is een opslaglocatie voor brandstoffen op Industrieterrein Houkesloot in Sneek.
De opslagplaats ligt aan de Einsteinstraat en insteekhaven en is eigendom van Ucon. Op het terrein bevinden zich diverse opslagtanks voor brandstoffen. Daarnaast bevindt er zich een tankstation voor vrachtwagens. Het terrein is circa 1 hectare groot.
De NNT kwam in 2011 in het nieuws na een onderzoek van staatssecretaris Joop Atsma naar aanleiding van de brand in Moerdijk. Hieruit bleek dat de NNT niet voldeed aan veiligheidseisen voor risicovolle bedrijven.
In 2012 werd bij de herinspectie geconstateerd dat alle onvolkomenheden opgelost waren.